# 鄭優
鄭優，雲林縣人，國立政治大學企管碩士，曾擔任《工商時報》副社長、《工商時報》總編輯、行政院公平交易委員會副主任委員、臺灣電視公司總經理、中央廣播電臺董事長、中華電信董事長，現任鏡電視董事長。

## 經歷
國立台灣大學經濟系畢業後，鄭優先後到海關、中國信託任職。後來鄭優就讀政大企管研究所，決定轉職進入《工商時報》擔任記者，進入報社七年便當上總編輯。由於在報社的資歷被政府發現，公平會便邀請他擔任委員、甚至副主委。
2005年12月21日，前民間全民電視公司新聞部經理楊憲宏與台視政論節目《新台灣高峰會》主持人周玉蔻批評，民主進步黨執政五年來只有「媒體酬庸」、沒有「媒體專業」，對電視媒體的操控比中國國民黨執政時還惡劣，行政院院長謝長廷是干預媒體的幕後黑手，行政院收買媒體、向媒體討人情，台視董事長賴國洲、台視總經理鄭優與中華電視公司總經理江霞都是政治酬庸下的產物。同日，行政院回應，請楊憲宏與周玉蔻拿出證據。
2006年6月27日，鄭優卸任台視總經理，外傳他是因為與賴國洲不和而閃電離職。
2016年7月，鄭優擔任中華電信董事。同年12月14日，中華電信董事長蔡力行卸任；同年12月15日，中華電信召開董事會通過關於董事長任免的人事案，委由鄭優接任董事長。
2019年4月，鄭優屆齡退休，中華電信董事長一職由總經理謝繼茂接任。

## 爭議事件

#### 遭助手偵訊時爆料疑似掏空中華電
2017年，中華電信旗下公司中華投資轉投資愛唱久久音樂科技，損失新台幣1億元，被認為涉嫌「假投資、真掏空」。中華投資向中華民國交通部檢舉，中華電信兩位高層主管施壓通過轉投資案，導致中華投資受損。中華投資向台中地方法院聲請對愛唱久久假扣押，但仍有新台幣四千多萬元未追回。2022年8月，台中地檢署依違反《證券交易法》起訴前中華電信主任秘書柴方文（鄭優董事長任內曾任董事長特助）、前中華電信投資長宋雲峯、愛唱久久董事長兼執行長林文信等人，鄭優未遭起訴。在台中地檢署起訴書中，柴方文與宋雲峯為求脫罪而供稱，鄭優成立「5人決策小組」召集中華電信高層主管舉行秘密會議，主導加速推動投資案；鄭優向檢方堅稱，「絕對沒有指示任何主管或員工，讓愛唱久久投資案不用進行實地審查作業」。起訴書認為，即便鄭優主導秘密會議或急於推動投資案增加績效，相關證據都顯示鄭優未曾指示不用對愛唱久久進行實地審查作業。起訴書認定，全案是柴方文與宋雲峯假藉鄭優名義，與林文信共謀，以「假投資、真掏空」方式，騙走中華投資資產新台幣1億元。